# 1988-as fedett pályás atlétikai Európa-bajnokság
Az 1988-as fedett pályás atlétikai Európa-bajnokságot Budapesten, Magyarországon rendezték március 5–6. között. A Budapest Sportcsarnok 1983 után másodszor adott helyet az eseménynek. Ez volt a 19. fedett pályás Eb. A férfiaknál 13, a nőknél 11 versenyszám volt. A hazai versenyzők közül Szalma László távolugrásban, Bakosi Béla hármasugrásban ezüstérmet, Urbanik Sándor 5000 méteres gyaloglásban bronzérmet szerzett.

## A magyar sportolók eredményei
Magyarország az Európa-bajnokságon 42 sportolóval képviseltette magát.
Érmesek
| Érem  | Versenyző      | Versenyszám            | Dátum      |
| ----- | -------------- | ---------------------- | ---------- |
| Ezüst | Szalma László  | Távolugrás             | március 5. |
| Ezüst | Bakosi Béla    | Hármasugrás            | március 6. |
| Bronz | Urbanik Sándor | 5000 méteres gyaloglás | március 6. |

## Éremtáblázat
(A táblázatban Magyarország eltérő háttérszínnel kiemelve.)
| Helyezés | Nemzet        | Arany | Ezüst | Bronz | Összesen |
| 1.       | NDK           | 4     | 1     | 4     | 9        |
| 2.       | Szovjetunió   | 3     | 4     | 3     | 10       |
| 3.       | Hollandia     | 3     | 2     | 0     | 5        |
| 3.       | Csehszlovákia | 3     | 2     | 0     | 5        |
| 5.       | NSZK          | 2     | 5     | 4     | 11       |
| 6.       | Spanyolország | 2     | 0     | 2     | 4        |
| 7.       | Bulgária      | 1     | 2     | 3     | 6        |
| 8.       | Románia       | 1     | 1     | 2     | 4        |
| 9.       | Svédország    | 1     | 1     | 0     | 2        |
| 10.      | Lengyelország | 1     | 0     | 1     | 2        |
| 11.      | Finnország    | 1     | 0     | 0     | 1        |
| 12.      | Magyarország  | 0     | 2     | 1     | 3        |
| 13.      | Svájc         | 0     | 1     | 1     | 2        |
| 14.      | Olaszország   | 0     | 0     | 1     | 1        |

## Érmesek
- WR – világrekord
- CR – Európa-bajnoki rekord
- AR – kontinens rekord
- NR – országos rekord
- PB – egyéni rekord
- WL – az adott évben aktuálisan a világ legjobb eredménye
- SB – az adott évben aktuálisan az egyéni legjobb eredmény

### Férfi
| Versenyszám      | Arany                              | Arany    | Ezüst                          | Ezüst    | Bronz                              | Bronz    |
| ---------------- | ---------------------------------- | -------- | ------------------------------ | -------- | ---------------------------------- | -------- |
| 60 m             | Linford Christie · Nagy-Britannia  | 6,57     | Ronald Desruelles · Belgium    | 6,60     | Valentin Atanaszov · Bulgária      | 6,60     |
| 200 m            | Nyikolaj Razgonov · Szovjetunió    | 20,62    | Nikolaj Antonov · Bulgária     | 20,65    | Linford Christie · Nagy-Britannia  | 20,83    |
| 400 m            | Jens Carlowitz · NDK               | 45,63    | Brian Whittle · Nagy-Britannia | 45,98    | Ralf Lübke · NSZK                  | 46,25    |
| 800 m            | David Sharpe · Nagy-Britannia      | 1:49,17  | Rob Druppers · Hollandia       | 1:49,45  | Gert Kilbert · Svájc               | 1:49,46  |
| 1500 m           | Ari Suhonen · Finnország           | 3:45,72  | Ronny Olsson · Svédország      | 3:46,16  | Rüdiger Horn · NDK                 | 3:46,51  |
| 3000 m           | José Luis González · Spanyolország | 7:55,29  | Markus Hacksteiner · Svájc     | 7:56,04  | Mihail Daszko · Szovjetunió        | 7:56,51  |
| 60 m gát         | Aleš Höffer · Csehszlovákia        | 7,56     | Jon Ridgeon · Nagy-Britannia   | 7,57     | Carlos Sala · Spanyolország        | 7,67     |
| 5000 m gyaloglás | Jozef Pribilinec · Csehszlovákia   | 18:44,40 | Roman Mrázek · Csehszlovákia   | 18:44,91 | Urbanik Sándor · Magyarország      | 18:45,91 |
| Magasugrás       | Patrik Sjöberg · Svédország        | 2,39     | Dietmar Mögenburg · NSZK       | 2,37     | Sorin Matei · Románia              | 2,35     |
| Rúdugrás         | Rogyion Gataullin · Szovjetunió    | 5,75     | Nikolaj Nikolov · Bulgária     | 5,70     | Atanasz Tarev · Bulgária           | 5,70     |
| Távolugrás       | Frans Maas · Hollandia             | 8,06     | Szalma László · Magyarország   | 8,03     | Giovanni Evangelisti · Olaszország | 8,00     |
| Hármasugrás      | Oleg Szakirkin · Szovjetunió       | 17,30    | Bakosi Béla · Magyarország     | 17,25    | Vaszif Aszadov · Szovjetunió       | 17,23    |
| Súlylökés        | Remigius Machura · Csehszlovákia   | 21,42    | Karsten Stolz · NSZK           | 20,22    | Georgi Todorov · Bulgária          | 19,98    |

### Női
| Versenyszám      | Arany                               | Arany    | Ezüst                             | Ezüst    | Bronz                            | Bronz    |
| ---------------- | ----------------------------------- | -------- | --------------------------------- | -------- | -------------------------------- | -------- |
| 60 m             | Nelli Fiere-Cooman · Hollandia      | 7,04     | Silke Gladisch · NDK              | 7,05     | Marlies Göhr · NDK               | 7,07     |
| 200 m            | Ewa Kasprzyk · Lengyelország        | 22,69    | Tatyjana Papilina · Szovjetunió   | 22,79    | Silke Knoll · NSZK               | 23,12    |
| 400 m            | Petra Müller · NDK                  | 50,28    | Helga Arendt · NSZK               | 51,06    | Dagmar Neubauer · NDK            | 51,57    |
| 800 m            | Sabine Zwiener · NSZK               | 2:01,19  | Olga Neljubova · Szovjetunió      | 2:01,61  | Gabi Lesch · NSZK                | 2:01,85  |
| 1500 m           | Doina Melinte · Románia             | 4:05,77  | Mitica Junghiatu · Románia        | 4:06,16  | Brigitte Kraus · NSZK            | 4:07,06  |
| 3000 m           | Elly van Hulst · Hollandia          | 8:44,50  | Vera Michallek · NSZK             | 8:46,97  | Wendy Smith-Sly · Nagy-Britannia | 8:51,04  |
| 60 m gát         | Cornelia Oschkenat · NDK            | 7,77     | Marjan Olyslager · Hollandia      | 7,92     | Mihaela Pogacian · Románia       | 7,99     |
| 3000 m gyaloglás | María Reyes Sobrino · Spanyolország | 12:48,99 | Dana Vavracová · Csehszlovákia    | 12:51,08 | Mari Cruz Díaz · Spanyolország   | 12:55,03 |
| Magasugrás       | Sztefka Kosztadinova · Bulgária     | 2,04     | Heike Redetzky · NSZK             | 1,97     | Larisza Koszicina · Szovjetunió  | 1,97     |
| Távolugrás       | Heike Drechsler · NDK               | 7,30     | Galina Csisztyakova · Szovjetunió | 7,24     | Jolanta Bartczak · Lengyelország | 6,62     |
| Súlylökés        | Claudia Losch · NSZK                | 20,39    | Larisza Pelesenko · Szovjetunió   | 20,23    | Kathrin Neimke · NDK             | 20,20    |